# Габленц (Верхня Лужиця)
Габленц (нім. Gablenz) — громада в Німеччині, розташована в землі Саксонія. Входить до складу району Герліц, що підпорядковується адміністративному округу Дрезден. Складова частина об'єднання громад Бад-Мускау.
Площа — 14,65 км2. Населення становить 1607 ос. (станом на 31 грудня 2020).
Офіційною мовою в населеному пункті, крім німецької, є верхньолужицька.

## Адміністративний поділ
Громада підрозділяється на 3 сільські округи.

## Галерея

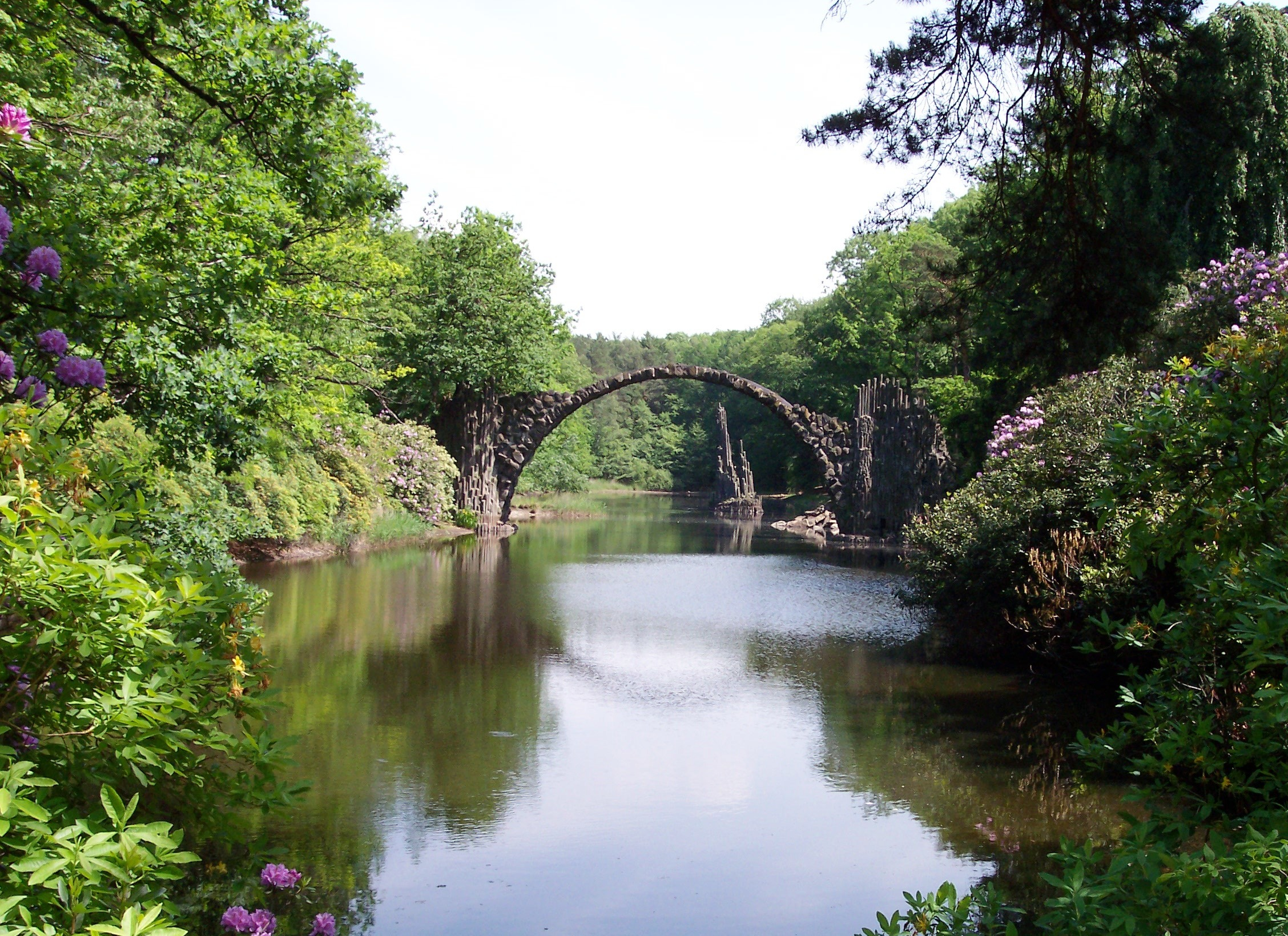
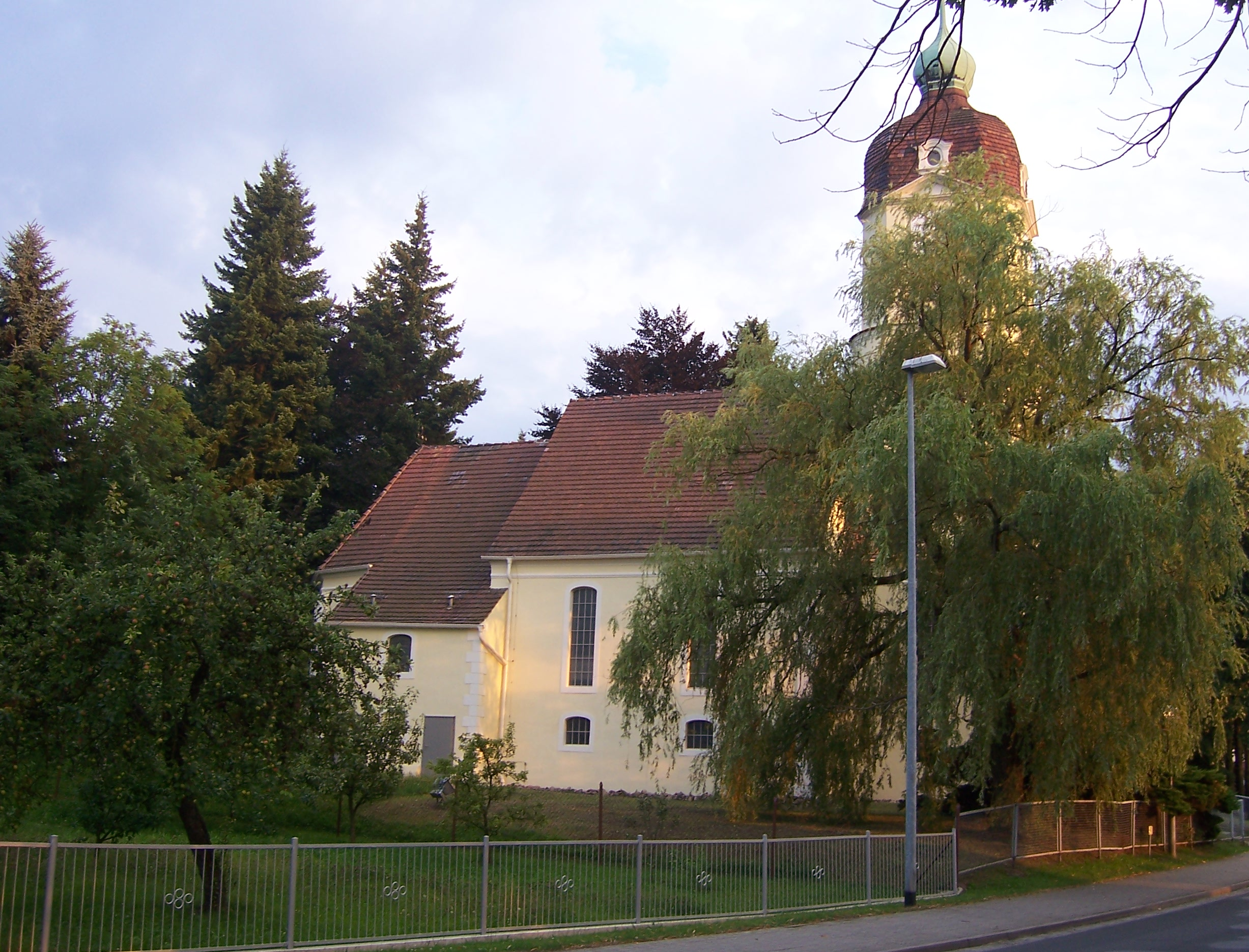